# NGC 5600
NGC 5600 (również PGC 51422 lub UGC 9220) – galaktyka spiralna (Sc), znajdująca się w gwiazdozbiorze Wolarza. Odkrył ją William Herschel 17 kwietnia 1784 roku.